# Пёстрые фазаны
Пёстрые фазаны (лат. Syrmaticus) — род курообразных птиц из трибы Phasianini семейства фазановых (Phasianidae). У самцов короткие шпоры и обычно красные бородки на лице, но в остальном они сильно отличаются по внешнему виду. Куры (самки) и цыплята всех видов имеют довольно консервативную и плезиоморфную серо-коричневую окраску. В этом роде общепринято выделять 5 видов.

## Систематика и таксономия
Этот род иногда включают в Phasianus на основании данных о последовательностях ДНК, но это не кажется вполне оправданным. Молекулярная эволюция этого рода была необычной и может легко ввести в заблуждение молекулярно-филогенетические исследования и сделать молекулярные часы ненадежными. По крайней мере, в последовательности цитохрома b число переходов превысило число трансверсий до такой степени, которая редко наблюдается у других птиц. Частоты переходов-трансверсий в контрольной области мтДНК , напротив, больше похожи на те, которые обычно наблюдаются у птиц, но эта область митохондриального генома у Syrmaticus развивается необычно медленно.
Тем не менее, к настоящему времени филогению и эволюцию пёстрых фазанов можно считать удовлетворительно установленными. Долгое время считалось, что три юго-восточных вида, все с ярко-белыми полосами на крыльях, которые не встречающиеся ни у одного их близкого родственника, мало чем отличаются, за исключением количества и концентрации эумеланинов в оперении, образуют кладу. Однако два других не так тесно связаны друг с другом, как считалось ранее, представляя две линии, которые разошлись независимо от основной линии, а не были сестринскими видами. Следовательно, Syrmaticus иногда ограничивается пёстрым китайским фазаном (Syrmaticus reevesii), при этом медный пёстрый фазан (Syrmaticus soemmerringii) помещается в моновидовой род (Graphephasianus), а три оставшихся вида затем переводятся в Calophasis; как отмечалось выше, хотя в конечном итоге это может оказаться оправданным, такая классификация не подтверждается имеющимися доказательствами.

## Эволюция
Род возник в позднем миоцене и произошел какого-то вида фазанов, населявшегох субгорные и горные субтропические леса на северо-западной оконечности Гималаев, около 10-7 миллионов лет назад в тортонском периоде — таким образом, этот род примерно так же стар, как Gallus и возник задолго до того, как предки человека и шимпанзе окончательно разошлись.
Пёстрый китайский фазан (Syrmaticus reevesii), вероятно, произошел от предковой популяции, оставшейся на общей территории происхождения рода, адаптировавшегося к местным условиям и развившего многочисленные своеобразные мужские апоморфии, такие как отсутствие лицевых сережек (которые, судя по их наличию, у Phasianus присутствовали и у предков Syrmaticus), золотое оперение тела, заметные полосы на голове или чрезвычайно длинный хвост.
Предки оставшихся пёстрых фазанов отделились от пёстрого китайского фазана, возможно, еще в последнем тортонском периоде, но, вероятно, где-то во время мессинского периода. Эти птицы распространились — возможно, в ответ на экологические изменения, вызванные изменением климата, когда мир вступил в последний ледниковый период — вдоль побережья и на юго-запад, в холмы и низменности восточного Индокитая и юго-восточного Китая. Примерно на границе миоцена и плиоцена, около 5,4 млн лет назад, предки медного пёстрого фазана отделились от материковой линии и, вероятно, в то время или вскоре после этого заселили Японию.
Возможно, белая полоса на крыле к тому времени уже присутствовала; поскольку медный пёстрый фазан имеет сильно апоморфную окраску со сниженным половым диморфизмом, он вполне мог утратить эту черту после того, как заселил Японию. Но он также мог возникнуть только после того, как предки медных пёстрых фазанов отделились от тех видов, которые сегодня имеют полосу на крыле. Как бы то ни было, незначительные различия в оперении полосатых видов позволяют предположить, что их последний общий предок выглядел почти идентично современному пёстрому бирманскому фазану (Syrmaticus humiae). В какой-то момент в плиоцене — вероятно, около 2,8 млн лет назад в пиаченцианском периоде — предки пёстрого фазана микадо (Syrmaticus mikado) заселили Тайвань, по-видимому, в период, когда этот остров отделился от материка и попеременно был то полуостровом, то островом. Окончательно они были изолированы не позднее позднего плиоцена. Вид является меланистическим, что предполагает небольшую популяцию основателей. Соседняя материковая популяция разделилась на субтропического и частично депигментированного пёстрого фазана Эллиота (Syrmaticus ellioti) и пёстрого бирманского фазана только в среднем плейстоцене, около полумиллиона лет назад. Это расхождение, вероятно, каким-то образом было связано с изменениями климата на границе межледниковья Гюнц-Миндель и Миндель, когда горы в регионе стали сухими и временами сковывались льдом. Район гор Наньлин отмечает современную границу между этими родственными видами и не населен ни одним из них.

## Виды
Международный союз орнитологов выделяет пять видов:
- Медный пёстрый фазан (Syrmaticus soemmerringii)
- Пёстрый китайский фазан (Syrmaticus reevesii)
- Пёстрый фазан микадо (Syrmaticus mikado)
- Пёстрый фазан Эллиота (Syrmaticus ellioti)
- Пёстрый бирманский фазан (Syrmaticus humiae)